# Laguna Vista
Laguna Vista es un pueblo ubicado en el condado de Cameron en el estado estadounidense de Texas. En el Censo de 2010 tenía una población de 3.117 habitantes y una densidad poblacional de 542,6 personas por km².

## Geografía
Laguna Vista se encuentra ubicado en las coordenadas 26°6′26″N 97°18′7″O / 26.10722, -97.30194. Según la Oficina del Censo de los Estados Unidos, Laguna Vista tiene una superficie total de 5.74 km², de la cual 5.73 km² corresponden a tierra firme y (0.32%) 0.02 km² es agua.

## Demografía
Según el censo de 2010, había 3.117 personas residiendo en Laguna Vista. La densidad de población era de 542,6 hab./km². De los 3.117 habitantes, Laguna Vista estaba compuesto por el 90.63% blancos, el 0.45% eran afroamericanos, el 0.42% eran amerindios, el 0.61% eran asiáticos, el 0% eran isleños del Pacífico, el 6.1% eran de otras razas y el 1.8% pertenecían a dos o más razas. Del total de la población el 44.21% eran hispanos o latinos de cualquier raza.